# Курбанов, Шихлар Шихзада оглы
Шихлар Шихзада оглы Курбанов (азерб. Şixlər Şixzadə oğlu Qurbanov; род. 1956, Хачмасский район, Азербайджанская ССР) — советский азербайджанский овощевод, лауреат премии Ленинского комсомола (1985).

## Биография
Родился в 1956 году в селе Сибироба Хачмасского района Азербайджанской ССР.
Окончив школу, устроился рабочим в совхоз имени Наримана Нариманова Хачмасского района республики, с 1981 года — бригадир овощеводов этого же совхоза.
Проявил себя на работе передовым овощеводом, достиг высоких результатов при выполнении заданий по производству сельскохозяйственной продукции одиннадцатой пятилетки (1981—1985), выполнил пятилетку досрочно, первым в совхозе.
Активно участвовал в общественно-политической жизни Советского Союза, состоял в КПСС, был выдвинут делегатом на XIX Всесоюзную партийную конференцию (1988).
Проживает в родном селе Сибироба Хачмасского района Азербайджана.